# Ustka
Ustka (in casciubo: Ùskô, in tedesco: Stolpmünde), è un comune urbano della media Pomerania, nel nordovest della Polonia, che contava 17 100 abitanti nel 2001. Fa parte del distretto di Słupsk, nel voivodato della Pomerania dal 1999, mentre dal 1975 al 1998 è appartenuta al voivodato di Słupsk.
È una destinazione popolare tra i turisti ed un porto per la pesca nelle coste meridionali del Mar Baltico.

## Storia
I primi documenti storici citano la frazione di Ujsc (o Ujscie) nella Pomerania nel 1310. In seguito il nome fu germanizzato, a causa dei coloni tedeschi che si instaurarono nella zona, invitati dai Duchi slavi della Pomerania. Col passare dei secolo, Stolpmünde diventò parte del Regno di Prussia, dell'Impero tedesco, della Repubblica di Weimar e infine del Terzo Reich. Nel 1945 la città fu ceduta alla Polonia alla Conferenza di Potsdam; la popolazione tedesca e slava germanizzata fu espulsa nella Repubblica Federale Tedesca. La città fu abitata dai rifugiati polacchi dalla Galizia e da coloni della Polonia centrale.

## Luoghi d'interesse
La parte orientale della città è la più antica e attira tuttora la maggior parte del traffico turistico. Nonostante questo, l'economica spiaggia a ovest rende quella parte della città sempre più popolare.
Tra i monumenti ci sono il faro del 1871 e la chiesa del 1882.
Nelle vicinanze di Ustka vi è un'area per le esercitazioni militari dalla quale furono lanciati razzi per l'esplorazione delle meteoriti nei tardi anni sessanta e nei primi anni settanta.

## Clima
| Ustka (1991-2020) Fonte: meteomodel.pl | Mesi         | Mesi         | Mesi         | Mesi        | Mesi        | Mesi        | Mesi        | Mesi        | Mesi        | Mesi        | Mesi         | Mesi         | Stagioni | Stagioni | Stagioni | Stagioni | Anno    |
| Ustka (1991-2020) Fonte: meteomodel.pl | Gen          | Feb          | Mar          | Apr         | Mag         | Giu         | Lug         | Ago         | Set         | Ott         | Nov          | Dic          | Inv      | Pri      | Est      | Aut      | Anno    |
| -------------------------------------- | ------------ | ------------ | ------------ | ----------- | ----------- | ----------- | ----------- | ----------- | ----------- | ----------- | ------------ | ------------ | -------- | -------- | -------- | -------- | ------- |
| T. max. media (°C)                     | 2,8          | 3,5          | 6,2          | 11,0        | 15,1        | 18,9        | 21,5        | 21,9        | 18,1        | 12,9        | 7,5          | 4,0          | 3,4      | 10,8     | 20,8     | 12,8     | 12,0    |
| T. media (°C)                          | 0,7          | 1,1          | 3,1          | 7,1         | 11,2        | 15,1        | 17,8        | 18,0        | 14,4        | 9,8         | 5,3          | 2,1          | 1,3      | 7,1      | 17,0     | 9,8      | 8,8     |
| T. min. media (°C)                     | −1,3         | −1,1         | 0,7          | 4,1         | 8,0         | 11,8        | 14,5        | 14,6        | 11,4        | 7,2         | 3,3          | 0,1          | −0,8     | 4,3      | 13,6     | 7,3      | 6,1     |
| T. max. assoluta (°C)                  | 13,8 (1993)  | 17,8 (1990)  | 22,5 (2010)  | 29,4 (2000) | 32,1 (1971) | 34,8 (1997) | 35,1 (2010) | 37,8 (1992) | 33,2 (1975) | 28,0 (1966) | 20,0 (1968)  | 13,8 (2019)  | 17,8     | 32,1     | 37,8     | 33,2     | 37,8    |
| T. min. assoluta (°C)                  | −23,1 (1963) | −26,6 (1956) | −15,7 (1986) | −6,2 (1953) | −2,9 (1954) | −0,4 (1951) | 4,5 (1954)  | 4,4 (1973)  | −0,5 (1966) | −6,6 (1956) | −12,8 (1965) | −18,9 (1969) | −26,6    | −15,7    | −0,4     | −12,8    | −26,6   |
| Giorni di calura (Tmax ≥ 30 °C)        | 0,0          | 0,0          | 0,0          | 0,0         | 0,1         | 0,5         | 1,2         | 1,0         | 0,0         | 0,0         | 0,0          | 0,0          | 0,0      | 0,1      | 2,7      | 0,0      | 2,8     |
| Giorni di gelo (Tmin ≤ 0 °C)           | 16,0         | 14,8         | 11,1         | 2,6         | 0,0         | 0,0         | 0,0         | 0,0         | 0,0         | 0,9         | 5,2          | 12,5         | 43,3     | 13,7     | 0,0      | 6,1      | 63,1    |
| Giorni di ghiaccio (Tmax ≤ 0 °C)       | 6,8          | 4,4          | 1,3          | 0,0         | 0,0         | 0,0         | 0,0         | 0,0         | 0,0         | 0,0         | 0,7          | 3,7          | 14,9     | 1,3      | 0,0      | 0,7      | 16,9    |
| Nuvolosità (okta al giorno)            | 6,0          | 5,8          | 5,1          | 4,4         | 4,3         | 4,5         | 4,5         | 4,4         | 4,4         | 5,3         | 6,1          | 6,3          | 6,0      | 4,6      | 4,5      | 5,3      | 5,1     |
| Precipitazioni (mm)                    | 43,9         | 37,0         | 39,0         | 26,6        | 43,8        | 55,9        | 74,9        | 85,7        | 74,7        | 75,7        | 57,1         | 52,6         | 133,5    | 109,4    | 216,5    | 207,5    | 666,9   |
| Giorni di pioggia                      | 10,1         | 9,2          | 8,0          | 6,2         | 7,5         | 8,3         | 9,3         | 10,7        | 10,0        | 11,5        | 11,0         | 11,4         | 30,7     | 21,7     | 28,3     | 32,5     | 113,2   |
| Nevicate (cm)                          | 81,0         | 99,0         | 43,9         | 0,6         | 0,0         | 0,0         | 0,0         | 0,0         | 0,0         | 0,4         | 6,6          | 61,8         | 241,8    | 44,5     | 0,0      | 7,0      | 293,3   |
| Giorni di neve                         | 10,1         | 11,1         | 4,9          | 0,3         | 0,0         | 0,0         | 0,0         | 0,0         | 0,0         | 0,1         | 1,6          | 6,1          | 27,3     | 5,2      | 0,0      | 1,7      | 34,2    |
| Umidità relativa media (%)             | 85,3         | 84,3         | 81,4         | 78,7        | 79,7        | 79,4        | 80,5        | 79,1        | 79,8        | 82,4        | 86,6         | 86,9         | 85,5     | 79,9     | 79,7     | 82,9     | 82,0    |
| Ore di soleggiamento mensili           | 44,9         | 60,3         | 125,6        | 207,7       | 274,9       | 269,7       | 281,3       | 258,9       | 159,8       | 102,3       | 42,9         | 32,5         | 137,7    | 608,2    | 809,9    | 305,0    | 1 860,8 |
| Pressione a 0 metri s.l.m. (hPa)       | 1 014,1      | 1 013,0      | 1 013,6      | 1 013,4     | 1 014,2     | 1 013,2     | 1 012,3     | 1 013,3     | 1 014,6     | 1 013,8     | 1 012,1      | 1 012,8      | 1 013,3  | 1 013,7  | 1 012,9  | 1 013,5  | 1 013,4 |
| Tensione di vapore (hPa)               | 5,7          | 5,8          | 6,4          | 7,9         | 10,6        | 13,7        | 16,4        | 16,4        | 13,3        | 10,3        | 8,1          | 6,5          | 6,0      | 8,3      | 15,5     | 10,6     | 10,1    |
| Vento (direzione-m/s)                  | 5,6          | 5,5          | 5,2          | 4,9         | 4,6         | 4,8         | 4,7         | 4,5         | 4,9         | 5,2         | 5,1          | 5,6          | 5,6      | 4,9      | 4,7      | 5,1      | 5,1     |

## Popolazione
- 1960: 6 100 persone
- 1970: 9 500 persone
- 1975: 12 400 persone
- 1980: 15 200 persone
- 2001: 17 100 persone